# Giovanni Sarazani
Giovanni Sarazani (...) è uno scenografo italiano.

## Carriera
La carriera di Sarazani fu breve, però ha lavorato con registi importanti della sua epoca, come Mario Bonnard, Giorgio Bianchi e Guido Brignone.

## Filmografia
- Ricchezza senza domani (1940), regia di Ferdinando Maria Poggioli, (scenografo)
- Avanti c'è posto... (1942), regia di Mario Bonnard, (scenografo)
- Mater dolorosa (1943), regia di Giacomo Gentilomo, (scenografo)
- Campo de' fiori (1943), regia di Mario Bonnard, (scenografo)
- Auguri e figli maschi! (1951), regia di Giorgio Simonelli, (architetto-scenografo)
- Il caimano del Piave (1951), regia di Giorgio Bianchi, (scenografo)
- Il bacio di una morta (1951), regia di Guido Brignone, (scenografo)
- Giovinezza (1952), regia di Giorgio Pàstina, (architetto-scenografo)